# María Luisa Lamata
María Luisa Lamata Martín (12 de mayo de 1925 - Caracas, 29 de enero de 2000) fue una actriz de cine, teatro y televisión venezolana de origen español. Fue esposa del actor Hugo Pimentel y hermana mayor de Juan Lamata.

## Biografía
María Luisa Lamata nació el 12 de mayo de 1925 en Islas Canarias (España) hija de Luis Lamata Tastet y María  Luisa Martín Capote.
María Luisa Lamata conoció la fama ya desde los inicios de la televisión comercial, a los 18 años de edad llegó a Venezuela con su hermano menor Juan Lamata en el año de 1953, con la apertura de Televisa (hoy Venevisión) donde fue escalando rápidamente a primera figura del teleteatro. 
Se casó con Hugo Pimentel con quien tuvo dos hijos.
Falleció el 29 de enero de 2000 en Caracas, Venezuela.

## Filmografía

### Cine
- 1959. Yo y las Mujeres
- 1961. Rosa de Lima
- 1962. Accidente 703
- 1962. Escuela de seductoras
- 1968. El siervo de Dios
- 1979. País Portátil
- 1994. Santera ... Isabel Medina
- 1995. L'amour en prime ... Mireille
- 1997. Salserín, La Primera Vez

### Televisión

#### Telenovelas
- 1954, Camay (RCTV)
- 1959. Destinos cruzados (Televisión Independiente, S.A.)
- 1965. Yo compro esa mujer (Cadena Venezolana de Televisión)
- 1966. El alma no tiene color (Cadena Venezolana de Televisión)
- 1966. Cimarrón (Cadena Venezolana de Televisión)
- 1966. El bastardo (Canal 11 Televisión)
- 1967. Mi secreto me condena (Canal 11 Televisión)
- 1967. Amargo silencio (Canal 11 Televisión)
- 1968. Pecado de amor (RCTV)
- 1968. El mulato (RCTV)
- 1969. La satánica (Cadena Venezolana de Televisión)
- 1971. El Amo (Cadena Venezolana de Televisión)
- 1972. Alma Rosa (Cadena Venezolana de Televisión)
- 1974. De la misma sangre (Venezolana de Televisión)
- 1976. Ana Isabel, una niña decente (Venezolana de Televisión)
- 1981. Catatumbo (Venezolana de Televisión)
- 1982. Rosa de la calle (Venezolana de Televisión) ... Ángela Márquez
- 1984. La dueña (Venezolana de Televisión) ... Doña Teresa de Ayala
- 1986. Viernes Negro (Venezolana de Televisión)
- 1988. Atrapada (Venezolana de Televisión)
- 1990, Carmen querida (RCTV) ... Crispula
- 1991, Caribe [RCTV) ... Elvira
- 1995, Amores de fin de siglo  (RCTV)
- 1995, Entrega total (RCTV)
- 1996, La Inolvidable (RCTV) ... Doña Natividad
- 1997, Cambio de piel (RCTV) ... Doña Petra
- 1998, Reina de corazones (RCTV) ... Doña Socorro Tricado
- 1998. Aunque me cueste la vida(RCTV)
- 1999, Calypso (Venevisión) ... Tía Cecilia

#### Series y miniseries
- 1973. Sopotocientos ... Doña Coco[2]
- 1982. Pequeña María (Venezolana de Televisión) ... Martha
- 1983. Inki, cometa radiante (RCTV)
- 1985. Doña Perfecta (Venezolana de Televisión)

#### Teleteatros y unitarios
- 1993. La hora de la verdad ... Berenice

## Teatro
- La Esquina Peligrosa (1953)

Autor: J.B. Priesley
- Las Brujas de Salem

Autor: Arthur Miller
- Las salvajes del Puente Gil (1961)

Autor: José Martin Recuerda
- La Felicidad no lleva impuesto de lujo (1961)

Autor: Juan José Alonso Millán
- Requiem para un eclipse

Autor: Roman Chalbaud
- La soga

Autor: Patrick Hamilton
- El Dios invisible

Autor: Arturo Uslar Pietri